# El Segre de Negre
El Segre de Negre és un festival de novel·la negra i criminal de Lleida. Va ser creat l'any 2016 i l'organitza Pagès Editors i l'Institut d'Estudis Ilerdencs al mes de juny. La seua programació consta de presentacions literàries, taules rodones i un concurs de microrelats a Twitter, entre d'altres activitats.

## Història
En la tercera edició, el 2018, amb motiu de l'Any Manuel de Pedrolo es va recordar la seua tasca com a divulgador del gènere arran de les traduccions a la col·lecció La cua de palla, a més de la d'escriptor de novel·la negra. També s'hi va estrenar el documental Lletres dins la boira, dirigit per Octavi Espuga, en què catorze autories de novel·la negra de Ponent expliquen les seves fonts d'inspiració, els processos creatius i la seva visió de la novel·la detectivesca. Des de l'any 2019, en el marc del festival s'hi lliura el Premi Trajectòria Literària.
En l'edició de 2021, es va honorar Patricia Highsmith en el centenari del seu naixement, fent que la majoria de les activitats duguessin el nom de les seves obres, presentant el llibre de relats La cervesa de Highsmith en què vuit autores en català li fan un homenatge, i programant un cicle de cinema amb quatre adaptacions dels seus llibres a la gran pantalla.

## Premi Trajectòria Literària
| Any  | Guanyador/a             | Ref.  |
| ---- | ----------------------- | ----- |
| 2019 | Petros Màrkaris         | [ 4 ] |
| 2021 | Donna Leon              | [ 5 ] |
| 2022 | Carme Riera             | [ 6 ] |
| 2023 | Alicia Giménez Bartlett | [ 7 ] |
| 2024 | Margarida Aritzeta      | [ 8 ] |